# Accademia Carrara

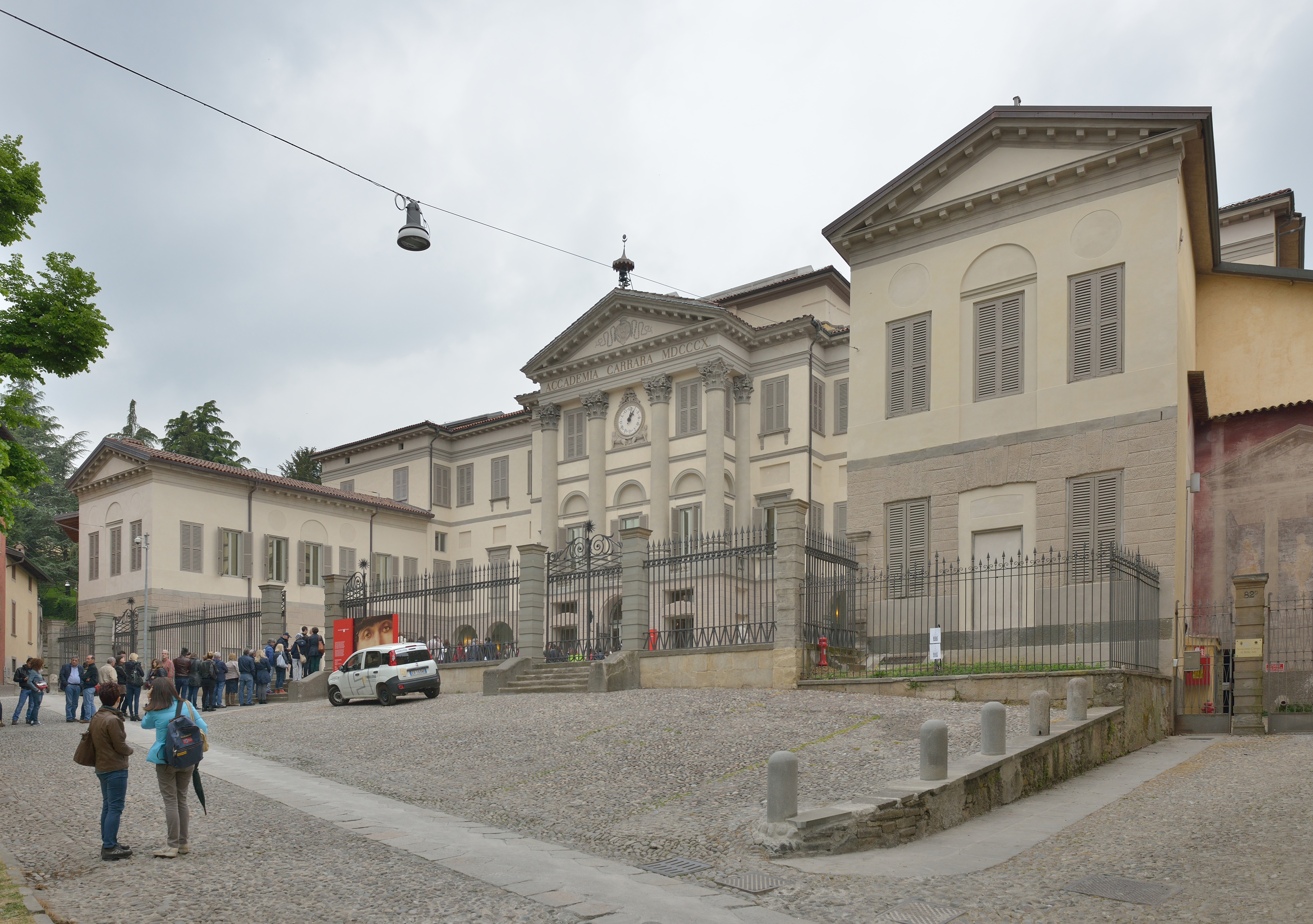
Façana de lAccademia Carrara

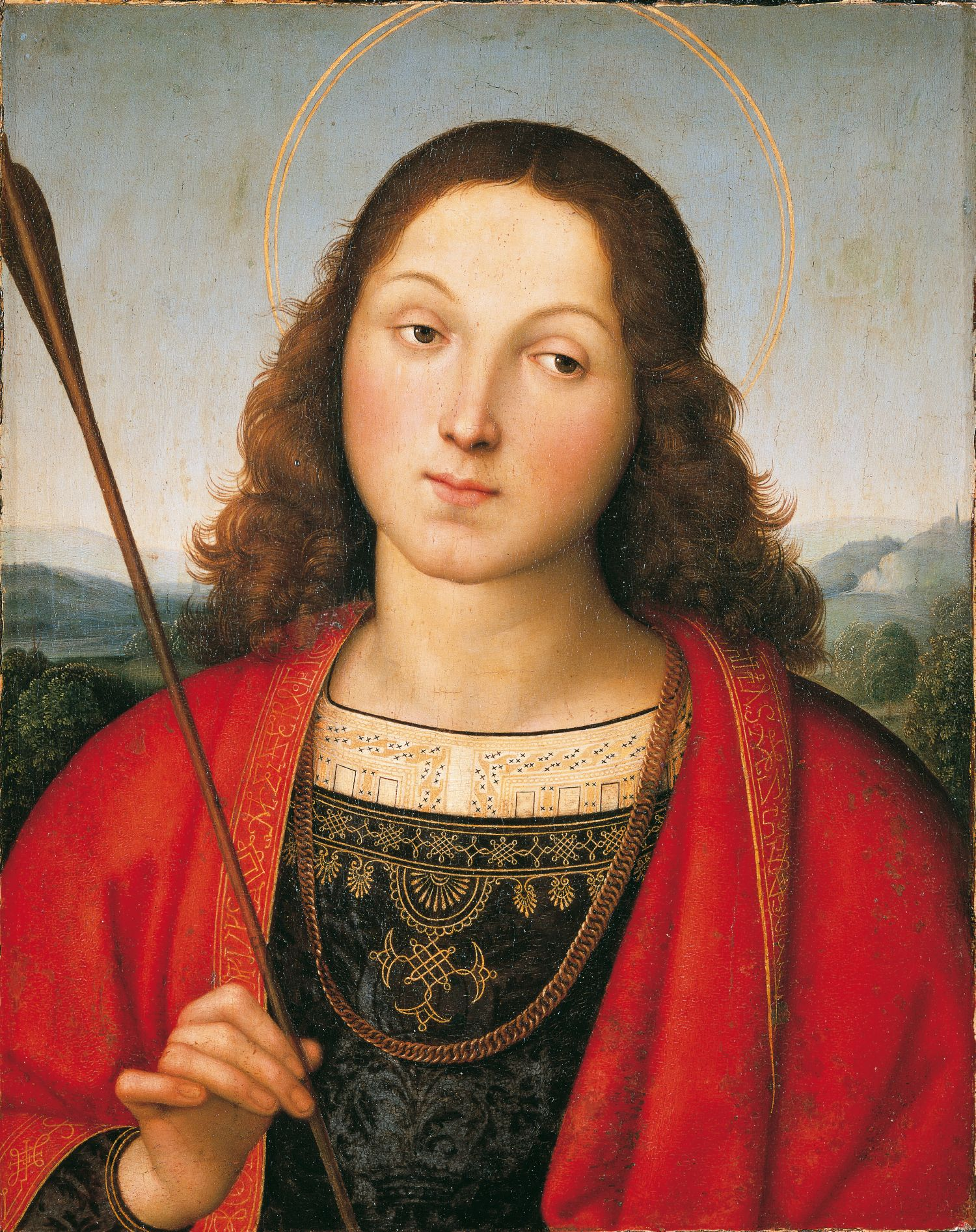
Sant Sebastià de Rafael 1501/1502

L'Accademia Carrara és un museu i una academia d'art de Bèrgam, Itàlia.
L'origen de la pinacoteca es deu al comte Giacomo Carrara, mecenes i col·leccionista que va deixar un generós llegat a la ciutat de Bèrgam al final del segle xviii. A la mort del comte, el 1796, tots els seus béns van ser donats a una comissió de l'acadèmia que els va gestionar fins al 1958, quan l'ajuntament de Bèrgam es va fer càrrec de la seva gestió. L'any 1810 es va construir un nou edifici de formes neoclàssiques, projectat per l'arquitecte Simone Elia, deixeble de Leopoldo Pollack.
El museu ha continuat augmentant la seva col·lecció tant amb compres com amb donacions. L'any 2006 posseïa 1.800 pintures del segle xv al xix, d'artistes com Pisanello, Botticelli, Bellini, Mantegna, Raffaello, Moroni, Baschenis, Fra Galgario, Tiepolo, Canaletto i Piccio.
A més a més de pintures, el museu també compta amb dibuixos, gravats, bronzes, escultures, porcellanes, mobles i una col·lecció de medalles.
El 1793, coincidint amb l'obertura al públic de la galeria, el comte Giacomo Carrara va voler que en el mateix lloc es comencessin a impartir cursos de dibuix i de pintura. L'escola, que fins al 1912 compartia el mateix edifici vuitcentista que acollia el museu, actualment disposa d'una seu pròpia en un edifici adjacent. El 1988 va esdevenir Acadèmia de Belles Arts legalment reconeguda.

## Galeria d’Art Modern i Contemporani de Bèrgam (GAMeC)
El 1991, va obrir el Galeria d’Art Modern i Contemporani de Bèrgam (Galleria d'Arte Moderna e Contemporanea o GAMeC), situat al complex arquitectònic de davant de l'edifici neoclàssic que acull la pinacoteca, en un antic monestir del s. XV restaurat. Actualment compta amb 1500 metres quadrats expositius, distribuides en unes deu (?) sales d'exposició, en uns dos pisos més altells o entresols.
A partir del 1991, amb la donació de la col·lecció de Gianfranco e Luigia Spajani (1999), i l'adquisició de la de Stucchi (2004), entre d'altres, i amb donacions d'artistes i col·leccionistes, les pintures, escultures i altres que s'exposen permanentment s'han vist ampliades amb obres d'artistes italians i estrangers del segle xx com ara: Umberto Boccioni, Giacomo Balla, Giorgio Morandi, Massimo Campigli, Felice Casorati, Alberto Savinio, Giorgio De Chirico, Vassili Kandinski, Graham Sutherland, Giacomo Manzù, Alberto Burri, Jean Fautrier, Luigi Arzuffi o Hans Hartung. Com bé indica el seu nom, també exposa art contemporani, com ara Meris Angioletti, o Berlinde de Bruyckere.